# Табасаранська мова
Табасаранська мова (Табасаран чІал) — мова табасаранського народу (132 тис.), з них в Дагестані проживають 110 тис. осіб. Одна з державних мов Дагестану. Належить до Лезгінської підгрупи Нахсько-Дагестанської групи Кавказької мовної сім'ї.
Табасаранська мова має багато відмінків, їх налічується 48 (з них 40 місцевих), а у деяких говірках їх число сягає 53. У 1997 році табасаранська мова потрапила до книги рекордів Гінеса, як мова з найбільшою кількістю відмінків. В північному діалекті іменник має 2 класи, а в південному — іменні класи відсутні. Дієслово узгоджується в особі і числі, має складну систему часів і відмінювання. Для синтаксису характерна проста будова речення з номінативною, ергативною, дативною конструкцією. Писемність з 1928 по 1938 на основі латиниці, а з 1938 використовується кирилиця.

## Діалекти
Має 2 діалекти які суттєво відрізняються: північний (ханаг) і південний.
- Говірки північного діалекту: дюбек, ахік, курлак, гунгум, хірган, шуркулан, кухрік, сугак.
- Говірки південного діалекту: табасаранська літературна мова, калук, нітрік, етег.

## Деякі фрази
Узуз уву ккунжазуз — Я тебе кохаю
Фици вуна? — Як ся маєте?
Уву фужува? — Хто ви?
Закур гьурза — Я прийду завтра